# 地域医療機能推進機構神戸中央病院
地域医療機能推進機構神戸中央病院（ちいきいりょうきのうすいしんきこうこうべちゅうおうびょういん）は、兵庫県神戸市北区にある医療機関である。地域医療機能推進機構が運営する病院の一つである。神戸中央病院附属看護専門学校が隣接した土地にある。通称JCHO神戸中央病院（ジェイコーこうべちゅうおうびょういん）。

## 沿革
- 1948年（昭和23年）7月10日 - 開院。
- 2014年（平成26年）4月 - 社会保険神戸中央病院から現名称に改称。

## 診療科
- 内科
- 循環器内科
- 消化器内科
- 呼吸器内科
- 神経内科
- 小児科
- 外科
- 整形外科
- リハビリテーション科
- 皮膚科・形成外科
- 泌尿器科
- 眼科
- 耳鼻咽喉科
- 精神科
- 脳神経外科
- 麻酔科
- 歯科口腔外科
- 放射線科

## 医療機関の認定
（下表の出典）
| 保険医療機関                                   | 労災保険指定医療機関                 |
| 指定自立支援医療機関（更生医療）               | 指定自立支援医療機関（育成医療）     |
| 臨床研修病院                                   | 指定自立支援医療機関（精神通院医療） |
| 身体障害者福祉法指定医の配置されている医療機関 | 生活保護法指定医療機関               |
| DPC対象病院                                    | 地域医療支援病院                     |

- 救急告示病院[2]
- 一次脳卒中センター[3]
- 公益財団法人日本医療機能評価機構認定病院[4]
- このほか、各種法令による指定・認定病院であるとともに、各学会の認定施設でもある。

## 認定専門医人数
（下表の出典）
| 認定医・専門医名等 | 人数 | 学会名 (厚生労働大臣 届出団体)         | 認定医・専門医名等 | 人数 | 学会名 (厚生労働大臣 届出団体)             |
| ------------------ | ---- | -------------------------------------- | ------------------ | ---- | ------------------------------------------ |
| 整形外科専門医     | 3人  | 公益社団法人日本整形外科学会           | 皮膚科専門医       | 1人  | （社）日本皮膚科学会                       |
| 麻酔科専門医       | 2人  | 公益社団法人日本麻酔科学会             | 放射線科専門医     | 4人  | 公益社団法人日本医学放射線学会             |
| 消化器内視鏡専門医 | 2人  | 一般社団法人日本消化器内視鏡学会       | 耳鼻咽喉科専門医   | 2人  | 一般社団法人日本耳鼻咽喉科学会             |
| 泌尿器科専門医     | 2人  | 一般社団法人日本泌尿器科学会           | 病理専門医         | 1人  | 一般社団法人日本病理学会                   |
| 総合内科専門医     | 3人  | 一般社団法人日本内科学会               | 外科専門医         | 5人  | 一般社団法人日本外科学会                   |
| 気管支鏡専門医     | 2人  | 特定非営利活動法人日本呼吸器内視鏡学会 | 糖尿病専門医       | 1人  | 一般社団法人日本糖尿病学会                 |
| 肝臓専門医         | 2人  | 一般社団法人日本肝臓学会               | 核医学専門医       | 2人  | 一般社団法人日本核医学会                   |
| 救急科専門医       | 2人  | 一般社団法人日本救急医学会             | 血液専門医         | 1人  | 一般社団法人日本血液学会                   |
| 循環器専門医       | 4人  | 一般社団法人日本循環器学会             | 呼吸器専門医       | 2人  | 一般社団法人日本呼吸器学会                 |
| 消化器病専門医     | 6人  | 一般財団法人日本消化器病学会           | 脳血管内治療専門医 | 1人  | 特定非営利活動法人日本脳神経血管内治療学会 |
| 腎臓専門医         | 1人  | 一般社団法人日本腎臓学会               | 小児科専門医       | 3人  | 公益社団法人日本小児科学会                 |
| 口腔外科専門医     | 1人  | 公益社団法人日本口腔外科学会           | 消化器外科専門医   | 4人  | 一般社団法人日本消化器外科学会             |
| 透析専門医         | 1人  | 一般社団法人日本透析医学会             | 脳神経外科専門医   | 2人  | 一般社団法人日本脳神経外科学会             |

## 交通アクセス
- 神戸電鉄有馬線「北鈴蘭台駅」より徒歩約10分または阪急バス乗車、「中央病院」停留所より徒歩約5分[5]、神鉄有馬線「西鈴蘭台駅」、「鈴蘭台駅」より中央病院行神鉄バス乗車のうえ終点下車。
- 無料巡回バスを運行している[5]。